# Deutzia subulata
Deutzia subulata là một loài thực vật có hoa trong họ Tú cầu. Loài này được Hand.-Mazz. mô tả khoa học đầu tiên năm 1931.